# جاینت بامب
جاینت بامب (به انگلیسی: Giant Bomb) یک وب‌گاه بازی ویدئویی آمریکایی و یک ویکی است که پوشش‌دهنده اخبار بازی‌های ویدئویی، بدون توجه به جنبه‌های مادی و کسب درآمد از این فعالیت می‌باشد که فعالیت خود را از سال ۲۰۱۲ (میلادی) بویله دوتن از نویسندگان سابق گیم‌اسپات آغاز کرد و تا امروز نیز به فعالیت خود ادامه داده است. این وب‌گاه توسط تایم به عنوان یکی از ۵۰ وب‌گاه برتر سال ۲۰۱۱ (میلادی) شناخته شده بود. این وب‌گاه تا پیش از مارس ۲۰۰۸ (میلادی) در مقام یک وب‌نوشت مشغول به فعالیت بود و از ژوئیه ۲۰۰۸ (میلادی) در مقام یک وب‌گاه مشغول به ادامه فعالیت شد. دفتر کار این گروه نویسندگان تا پیش از سال ۲۰۰۸ (میلادی) در سائوسالیتو، کالیفرنیا قرار داشت که از سال ۲۰۱۰ (میلادی) به سان‌فرانسیسکو نقل مکان کرده‌اند.